# Kees Driehuis
 (décembre 2019).
Pour l’article homonyme, voir Driehuis.
Kees Driehuis, né le 8 décembre 1951 et mort le 29 octobre 2019, est un présentateur de télévision néerlandais.

## Biographie
Il est surtout connu comme présentateur de l'émission télévisée Per Seconde Wijzer pendant 29 ans,. Au total, il présenté 794 épisodes de l'émission. Driehuis a présenté l'émission pour la dernière fois le 1er mars 2018. Erik Dijkstra lui succède en tant que présentateur de l'émission.
Il présent également le programme d’actualités Nova et le débat politique du dimanche midi Buitenhof.
En 2017, il est le narrateur de plusieurs épisodes du Sinterklaasjournaal.
Luttant contre un cancer de la vessie, il meurt le 29 octobre 2019 à l'âge de 67 ans.